# Parc i Reserva Nacional del Llac Clark
El Parc i Reserva Nacional del Llac Clark (Lake Clark National Park and Preserve) constitueix una terra de gran bellesa al sud d'Alaska on els volcans llancen vapor, diverses espècies de salmó neden riu amunt, els ossos recerquen l'alimentació i escarpades muntanyes es reflecteixen en els llacs resplendents. Els habitants de la zona encara depenen de la terra i l'aigua per a la seva supervivència. La solitud es troba en la corba de cada riu i al costat de cada muntanya. El parc i la reserva, una de les àrees menys visitades del Sistema de Parcs Nacionals dels Estats Units, té una mitjana d'uns 9.000 visitants l'any. Els visitants arriben només per vaixell o avioneta per a formar part de la natura en aquesta regió remota.
El president Jimmy Carter originalment va proclamar la zona del llac Clark un monument nacional l'1 de desembre de 1978 sota la Llei d'Antiguitats de 1906. El monument va esdevenir un parc nacional i una reserva nacional el 2 de desembre de 1980 sota la Llei de Conservació de Terres d'Interès Nacional d'Alaska (Alaska National Interest Lands Conservation Act o ANILCA).

## Característiques
El llac Clark s'anomena "l'essència d'Alaska" (the essence of Alaska), ja que concentra en una àrea relativament petita de la península d'Alaska una varietat de característiques que no es troben juntes en cap dels altres parcs nacionals localitzats a Alaska: la unió de tres serralades (la Serralada d'Alaska al nord, la Serralada Aleutiana al sud i les accidentades muntanyes Chigmit); dos volcans actius, l'Iliamna i el Redoubt; una costa boscosa a l'est (semblant al sud-est d'Alaska) banyada per les aigües de la Cook Inlet; un altiplà amb tundra a l'oest (similar a l'Alaska Àrtica); i diversos llacs de color turquesa.
El parc i la reserva ofereixen una varietat d'activitats, com el caiac, ràfting, senderisme i càmping. Els visitants poden veure ossos bruns mentre s'alimenten del salmó al rierol Silver Salmon (Silver Salmon Creek). La pesca està permesa al parc i a la reserva, tot i que la caça esportiva és permesa només a la reserva.

## Recuperació lingüística al Llac Clark
Professors visitants en associació amb el Servei de Parcs Nacionals han recollit centenars dels topònims indígenes del poble amerindi dena'ina per tota la regió. Han dibuixat mapes d'aquests topònims i han vinculat aquests noms amb les històries, les famílies i els seus patrons d'ús estacional. S'ha reunit el vocabulari per ser utilitzat en diccionaris i materials educatius relacionats. Els noms de llocs bells i descriptius de la zona del Llac Clark inclouen "Els peixos pugen nedant" (Diqak'ghileha), "Ens pintem sobre això" (Veq'Nuhuch'nashchigi) i "El que es troba a la vall de fusta" (Nust'in Taq). Aquesta important informació lingüística i històrica es va utilitzar per crear un atles cultural dels pobles originaris que segueixen vivint dins de la zona.
A finals dels anys 1990, personal del parc i la reserva en conjunt amb l'Alaska Native Language Center (Centre de Llengües Natives d'Alaska) van compilar entrevistes, fotos i mapes fent servir mitjans interactius. Els usuaris poden escoltar i veure els ancians dena'ina mentre parlen sobre diversos temes, descriuen el contingut d'aquestes fotos i utilitzen mapes per traçar rutes i senders històrics.

## Desafiaments ambientals
El 2007, un consorci d'empreses mineres va proposar una mina a cel obert de grans dimensions per extreure molibdè, coure i or, just a l'oest de la frontera de la reserva. L'anomenada Pebble Mine produiria residus minerals que es mantindrien darrere d'una presa. Existeix la preocupació que això podria afectar la població del salmó a la zona, i que les operacions de la mina podrien generar contaminació en forma de pols. Com que la mina requeriria la construcció de carreteres i un port d'aigües profundes, aquesta evolució també podria afectar la integritat del medi ambient.